# Samuel Renn
Pour les articles homonymes, voir Renn.
Samuel Renn (10 juin 1786 - 11 janvier 1845) était un facteur d'orgue anglais dont l'atelier était situé à Stockport puis à Manchester.

## Biographie
Né à Kedleston, Derbyshire, il fut mis en apprentissage en 1799 chez son oncle James Davis, facteur d'orgue à Londres. Renn devint son contremaître et supervisa l'installation et la maintenance d'orgues à Londres et dans le Lancashire. Quand Davis se retira, Renn se mit en association avec John Boston et créa l'entreprise Renn & Boston à Stockport de 1822 à 1825 puis à Manchester où il mourut en 1845.
Renn développa un système de manufacture pour la construction d'orgues, se servant de dimensions standardisées, ce qui permettait de réduire les coûts tout en continuant à produire des décorations artistiques. Entre 1822 et 1845, Samuel Renn produisit plus de cent instruments. Leurs qualités musicales ont été louées par les critiques et des éléments  de ses créations ont souvent été réutilisés lors de leurs restaurations. Nombres d'orgues ont été perdus à cause de la fermeture des églises. Le plus bel orgue de Samuel Renn qui nous soit parvenu se trouve dans l'église de St Philip's Church, Salford (en).

## Orgues et bâtis de Samuel Renn aujourd'hui
- St John the Baptist's Church, Bollington (quelques registrations)[2].

- St Mary's Church, Disley (bâti de l'orgue et quelques registrations)[3].

- St Mary and All Saints Church (en), Great Budworth[4].

- Macclesfield Heritage Centre (anciennement une école dominicale).

- St George's Church, New Mills (bâti).

- St Philip's Church, Salford[1].

- St Thomas' Church, Stockport.

## Source de la traduction
- (en) Cet article est partiellement ou en totalité issu de l’article de Wikipédia en anglais intitulé « Samuel Renn » (voir la liste des auteurs).